# Eleições autárquicas de 2017 em Castelo Branco
As eleições autárquicas de 2017 serviram para eleger os diferentes órgãos do poder local autárquico do concelho de Castelo Branco.
O Partido Socialista, com Luís Correia de novo como candidato, voltou a vencer com facilidade as eleições autárquicas, com uma votação perto dos 60% dos votos e 5 de 7 vereadores. Com este resultado, o PS confirma o domínio numa autarquia liderado pelo partido desde 1997.
O Partido Social Democrata conseguiu um ligeiro aumento de votação e passando a deter 2 vereadores.
Os restantes partidos obtiveram resultados residuais.

## Listas e Candidatos
| Lista | Lista                          | Candidato        |
| ----- | ------------------------------ | ---------------- |
|       | Partido Socialista             | Luís Correia     |
|       | Partido Social Democrata       | Carlos Almeida   |
|       | Coligação Democrática Unitária | Ana Maria Leitão |
|       | CDS – Partido Popular          | José Pedro Sousa |
|       | Bloco de Esquerda              | Luís Barroso     |

## Resultados Oficiais
Os resultados nas eleições autárquicas de 2017 no concelho de Castelo Branco para os diferentes órgãos do poder local foram os seguintes:

### Câmara Municipal
| Partido                 | Partido                        | Votos  | %               | +/-  | Vereadores | +/-     |
| ----------------------- | ------------------------------ | ------ | --------------- | ---- | ---------- | ------- |
|                         | Partido Socialista             | 15 684 | 58,75 / 100,00  | 3,12 | 5 / 7      | 2       |
|                         | Partido Social Democrata       | 6 214  | 23,28 / 100,00  | 3,28 | 2 / 7      | Estável |
|                         | Coligação Democrática Unitária | 1 209  | 4,53 / 100,00   | 0,71 | 0 / 7      | Estável |
|                         | Bloco de Esquerda              | 1 194  | 4,47 / 100,00   | 1,92 | 0 / 7      | Estável |
|                         | CDS – Partido Popular          | 893    | 3,35 / 100,00   | 0,36 | 0 / 7      | Estável |
| Votos Inválidos         | Votos Inválidos                | 1 501  | 5,62 / 100,00   | 1,72 |            |         |
| Total                   | Total                          | 26 695 | 100,00 / 100,00 |      | 7 / 7      | 2       |
| Eleitorado/Participação | Eleitorado/Participação        | 49 897 | 53,50 / 100,00  | 2,79 |            |         |

### Assembleia Municipal
| Partido                 | Partido                        | Votos  | %               | +/-  | Deputados | +/-     |
| ----------------------- | ------------------------------ | ------ | --------------- | ---- | --------- | ------- |
|                         | Partido Socialista             | 14 603 | 54,70 / 100,00  | 3,11 | 13 / 21   | 5       |
|                         | Partido Social Democrata       | 6 371  | 23,86 / 100,00  | 2,93 | 5 / 21    | 1       |
|                         | Bloco de Esquerda              | 1 619  | 6,06 / 100,00   | 2,58 | 1 / 21    | Estável |
|                         | Coligação Democrática Unitária | 1 345  | 5,04 / 100,00   | 0,80 | 1 / 21    | Estável |
|                         | CDS – Partido Popular          | 1 088  | 4,08 / 100,00   | 0,02 | 1 / 21    | Estável |
| Votos Inválidos         | Votos Inválidos                | 1 670  | 6,26 / 100,00   | 1,62 |           |         |
| Total                   | Total                          | 26 696 | 100,00 / 100,00 |      | 21 / 21   | 6       |
| Eleitorado/Participação | Eleitorado/Participação        | 49 897 | 53,50 / 100,00  | 2,79 |           |         |

### Juntas de Freguesia
| Partido                 | Partido                        | Votos  | %               | +/-  | Presidentes | +/-     | Mandatos  | +/- |
| ----------------------- | ------------------------------ | ------ | --------------- | ---- | ----------- | ------- | --------- | --- |
|                         | Partido Socialista             | 14 393 | 53,91 / 100,00  | 1,92 | 17 / 19     | Estável | 107 / 157 | 3   |
|                         | Partido Social Democrata       | 6 749  | 25,28 / 100,00  | 2,22 | 0 / 19      | 1       | 34 / 157  | 3   |
|                         | Coligação Democrática Unitária | 1 277  | 4,78 / 100,00   | 0,07 | 0 / 19      | Estável | 4 / 157   | 1   |
|                         | Bloco de Esquerda              | 1 044  | 3,91 / 100,00   | 1,80 | 0 / 19      | Estável | 1 / 157   | 1   |
|                         | CDS – Partido Popular          | 931    | 3,49 / 100,00   | 0,26 | 0 / 19      | Estável | 2 / 157   | 1   |
|                         | Grupo de Cidadãos              | 649    | 2,43 / 100,00   | 1,70 | 2 / 19      | 1       | 9 / 157   | 1   |
| Votos Inválidos         | Votos Inválidos                | 1 654  | 6,19 / 100,00   | 0,72 |             |         |           |     |
| Total                   | Total                          | 26 697 | 100,00 / 100,00 |      | 19 / 19     |         | 157 / 157 |     |
| Eleitorado/Participação | Eleitorado/Participação        | 49 897 | 53,50 / 100,00  | 2,79 |             |         |           |     |

## Resultados por Freguesia

### Câmara Municipal
| Freguesia                        | %     | %     | %     | %    | %    | Votantes |
| Freguesia                        | PS    | PSD   | CDU   | BE   | CDS  | Votantes |
| -------------------------------- | ----- | ----- | ----- | ---- | ---- | -------- |
| Alcains                          | 51,74 | 29,20 | 4,22  | 6,61 | 2,43 | 2 178    |
| Almaceda                         | 67,72 | 19,90 | 2,18  | 1,46 | 4,61 | 412      |
| Benquerenças                     | 63,61 | 25,25 | 1,73  | 3,22 | 1,73 | 404      |
| Castelo Branco                   | 55,10 | 24,32 | 5,26  | 5,15 | 4,15 | 15 196   |
| Cebolais de Cima e Retaxo        | 67,98 | 13,30 | 7,70  | 3,50 | 2,19 | 1 143    |
| Escalos de Baixo e Mata          | 78,33 | 10,67 | 2,13  | 2,46 | 1,97 | 609      |
| Escalos de Cima e Lousa          | 63,99 | 18,28 | 3,74  | 4,85 | 4,19 | 908      |
| Freixial e Juncal do Campo       | 65,95 | 21,21 | 2,33  | 3,89 | 1,17 | 514      |
| Lardosa                          | 56,99 | 25,55 | 7,72  | 2,94 | 1,65 | 544      |
| Louriçal do Campo                | 69,83 | 20,95 | 1,68  | 1,40 | 1,40 | 358      |
| Malpica do Tejo                  | 71,71 | 5,43  | 14,73 | 2,71 | 0,39 | 258      |
| Monforte da Beira                | 71,29 | 15,84 | 1,98  | 1,98 | 1,49 | 202      |
| Ninho do Açor e Sobral do Campo  | 74,95 | 14,60 | 1,74  | 3,27 | 1,53 | 459      |
| Póvoa de Rio de Moinhos e Cafede | 55,81 | 30,28 | 1,76  | 2,64 | 4,40 | 568      |
| Salgueiro do Campo               | 64,12 | 24,51 | 2,35  | 2,75 | 2,75 | 510      |
| Santo André das Tojeiras         | 69,77 | 21,56 | 0,42  | 1,27 | 1,06 | 473      |
| São Vicente da Beira             | 60,36 | 31,99 | 1,68  | 1,55 | 0,91 | 772      |
| Sarzedas                         | 70,09 | 20,03 | 1,00  | 1,75 | 1,75 | 799      |
| Tinalhas                         | 62,11 | 19,07 | 3,09  | 5,27 | 3,09 | 388      |
| Castelo Branco                   | 58,75 | 23,28 | 4,53  | 4,47 | 3,35 | 26 695   |

#### Alcains
| Partido                 | Partido                        | Votos | %               | +/-   |
| ----------------------- | ------------------------------ | ----- | --------------- | ----- |
|                         | Partido Socialista             | 1 127 | 51,74 / 100,00  | 10,45 |
|                         | Partido Social Democrata       | 636   | 29,20 / 100,00  | 11,14 |
|                         | Bloco de Esquerda              | 144   | 6,61 / 100,00   | 2,52  |
|                         | Coligação Democrática Unitária | 92    | 4,22 / 100,00   | 0,89  |
|                         | CDS – Partido Popular          | 53    | 2,43 / 100,00   | 0,12  |
| Votos Inválidos         | Votos Inválidos                | 126   | 5,78 / 100,00   | 2,22  |
| Total                   | Total                          | 2 178 | 100,00 / 100,00 |       |
| Eleitorado/Participação | Eleitorado/Participação        | 4 381 | 49,71 / 100,00  | 4,18  |

#### Almaceda
| Partido                 | Partido                        | Votos | %               | +/-  |
| ----------------------- | ------------------------------ | ----- | --------------- | ---- |
|                         | Partido Socialista             | 279   | 67,72 / 100,00  | 4,79 |
|                         | Partido Social Democrata       | 82    | 19,90 / 100,00  | 4,64 |
|                         | CDS – Partido Popular          | 19    | 4,61 / 100,00   | 2,96 |
|                         | Coligação Democrática Unitária | 9     | 2,18 / 100,00   | 2,56 |
|                         | Bloco de Esquerda              | 6     | 1,46 / 100,00   | 0,84 |
| Votos Inválidos         | Votos Inválidos                | 17    | 4,12 / 100,00   | 1,03 |
| Total                   | Total                          | 412   | 100,00 / 100,00 |      |
| Eleitorado/Participação | Eleitorado/Participação        | 657   | 62,71 / 100,00  | 2,39 |

#### Benquerenças
| Partido                 | Partido                        | Votos | %               | +/-  |
| ----------------------- | ------------------------------ | ----- | --------------- | ---- |
|                         | Partido Socialista             | 257   | 63,61 / 100,00  | 1,36 |
|                         | Partido Social Democrata       | 102   | 25,25 / 100,00  | 1,27 |
|                         | Bloco de Esquerda              | 13    | 3,22 / 100,00   | 1,20 |
|                         | Coligação Democrática Unitária | 7     | 1,73 / 100,00   | 1,64 |
|                         | CDS – Partido Popular          | 7     | 1,73 / 100,00   | 1,06 |
| Votos Inválidos         | Votos Inválidos                | 18    | 4,46 / 100,00   | 0,71 |
| Total                   | Total                          | 404   | 100,00 / 100,00 |      |
| Eleitorado/Participação | Eleitorado/Participação        | 560   | 72,14 / 100,00  | 0,93 |

#### Castelo Branco
| Partido                 | Partido                        | Votos  | %               | +/-  |
| ----------------------- | ------------------------------ | ------ | --------------- | ---- |
|                         | Partido Socialista             | 8 373  | 55,10 / 100,00  | 4,20 |
|                         | Partido Social Democrata       | 3 695  | 24,32 / 100,00  | 3,86 |
|                         | Coligação Democrática Unitária | 799    | 5,26 / 100,00   | 0,72 |
|                         | Bloco de Esquerda              | 782    | 5,15 / 100,00   | 2,07 |
|                         | CDS – Partido Popular          | 631    | 4,15 / 100,00   | 0,96 |
| Votos Inválidos         | Votos Inválidos                | 916    | 6,03 / 100,00   | 1,96 |
| Total                   | Total                          | 15 196 | 100,00 / 100,00 |      |
| Eleitorado/Participação | Eleitorado/Participação        | 31 287 | 48,57 / 100,00  | 4,28 |

#### Cebolais de Cima e Retaxo
| Partido                 | Partido                        | Votos | %               | +/-  |
| ----------------------- | ------------------------------ | ----- | --------------- | ---- |
|                         | Partido Socialista             | 777   | 67,98 / 100,00  | 1,14 |
|                         | Partido Social Democrata       | 152   | 13,30 / 100,00  | 1,05 |
|                         | Coligação Democrática Unitária | 88    | 7,70 / 100,00   | 1,93 |
|                         | Bloco de Esquerda              | 40    | 3,50 / 100,00   | 1,18 |
|                         | CDS – Partido Popular          | 25    | 2,19 / 100,00   | 0,17 |
| Votos Inválidos         | Votos Inválidos                | 61    | 5,33 / 100,00   | 1,62 |
| Total                   | Total                          | 1 143 | 100,00 / 100,00 |      |
| Eleitorado/Participação | Eleitorado/Participação        | 1 723 | 66,34 / 100,00  | 6,23 |

#### Escalos de Baixo e Mato
| Partido                 | Partido                        | Votos | %               | +/-  |
| ----------------------- | ------------------------------ | ----- | --------------- | ---- |
|                         | Partido Socialista             | 477   | 78,33 / 100,00  | 2,67 |
|                         | Partido Social Democrata       | 65    | 10,67 / 100,00  | 1,56 |
|                         | Bloco de Esquerda              | 15    | 2,46 / 100,00   | 1,40 |
|                         | Coligação Democrática Unitária | 13    | 2,13 / 100,00   | 0,66 |
|                         | CDS – Partido Popular          | 12    | 1,97 / 100,00   | 0,16 |
| Votos Inválidos         | Votos Inválidos                | 27    | 4,44 / 100,00   | 1,68 |
| Total                   | Total                          | 609   | 100,00 / 100,00 |      |
| Eleitorado/Participação | Eleitorado/Participação        | 1 120 | 54,37 / 100,00  | 5,60 |

#### Escalos de Cima e Lousa
| Partido                 | Partido                        | Votos | %               | +/-  |
| ----------------------- | ------------------------------ | ----- | --------------- | ---- |
|                         | Partido Socialista             | 581   | 63,99 / 100,00  | 5,55 |
|                         | Partido Social Democrata       | 166   | 18,28 / 100,00  | 4,73 |
|                         | Bloco de Esquerda              | 44    | 4,85 / 100,00   | 1,27 |
|                         | CDS – Partido Popular          | 38    | 4,19 / 100,00   | 1,58 |
|                         | Coligação Democrática Unitária | 34    | 3,74 / 100,00   | 0,45 |
| Votos Inválidos         | Votos Inválidos                | 45    | 4,95 / 100,00   | 3,47 |
| Total                   | Total                          | 908   | 100,00 / 100,00 |      |
| Eleitorado/Participação | Eleitorado/Participação        | 1 448 | 62,71 / 100,00  | 1,06 |

#### Freixial e Juncal do Campo
| Partido                 | Partido                        | Votos | %               | +/-  |
| ----------------------- | ------------------------------ | ----- | --------------- | ---- |
|                         | Partido Socialista             | 339   | 65,95 / 100,00  | 3,71 |
|                         | Partido Social Democrata       | 109   | 21,21 / 100,00  | 4,61 |
|                         | Bloco de Esquerda              | 20    | 3,89 / 100,00   | 2,36 |
|                         | Coligação Democrática Unitária | 12    | 2,33 / 100,00   | 0,72 |
|                         | CDS – Partido Popular          | 6     | 1,17 / 100,00   | 1,12 |
| Votos Inválidos         | Votos Inválidos                | 28    | 5,45 / 100,00   | 1,42 |
| Total                   | Total                          | 514   | 100,00 / 100,00 |      |
| Eleitorado/Participação | Eleitorado/Participação        | 735   | 69,93 / 100,00  | 7,10 |

#### Lardosa
| Partido                 | Partido                        | Votos | %               | +/-   |
| ----------------------- | ------------------------------ | ----- | --------------- | ----- |
|                         | Partido Socialista             | 310   | 56,99 / 100,00  | 13,08 |
|                         | Partido Social Democrata       | 139   | 25,55 / 100,00  | 13,69 |
|                         | Coligação Democrática Unitária | 42    | 7,72 / 100,00   | 0,60  |
|                         | Bloco de Esquerda              | 16    | 2,94 / 100,00   | 1,66  |
|                         | CDS – Partido Popular          | 9     | 1,65 / 100,00   | 2,36  |
| Votos Inválidos         | Votos Inválidos                | 28    | 5,15 / 100,00   | 0,50  |
| Total                   | Total                          | 544   | 100,00 / 100,00 |       |
| Eleitorado/Participação | Eleitorado/Participação        | 871   | 62,46 / 100,00  | 1,57  |

#### Louriçal do Campo
| Partido                 | Partido                        | Votos | %               | +/-   |
| ----------------------- | ------------------------------ | ----- | --------------- | ----- |
|                         | Partido Socialista             | 250   | 69,83 / 100,00  | 15,64 |
|                         | Partido Social Democrata       | 75    | 20,95 / 100,00  | 13,04 |
|                         | Coligação Democrática Unitária | 6     | 1,68 / 100,00   | 1,77  |
|                         | Bloco de Esquerda              | 5     | 1,40 / 100,00   | 0,17  |
|                         | CDS – Partido Popular          | 5     | 1,40 / 100,00   | 0,41  |
| Votos Inválidos         | Votos Inválidos                | 17    | 4,75 / 100,00   | 1,41  |
| Total                   | Total                          | 358   | 100,00 / 100,00 |       |
| Eleitorado/Participação | Eleitorado/Participação        | 540   | 66,30 / 100,00  | 3,26  |

#### Malpica do Tejo
| Partido                 | Partido                        | Votos | %               | +/-  |
| ----------------------- | ------------------------------ | ----- | --------------- | ---- |
|                         | Partido Socialista             | 185   | 71,71 / 100,00  | 4,63 |
|                         | Coligação Democrática Unitária | 38    | 14,73 / 100,00  | 0,96 |
|                         | Partido Social Democrata       | 14    | 5,43 / 100,00   | 1,65 |
|                         | Bloco de Esquerda              | 7     | 2,71 / 100,00   | 1,48 |
|                         | CDS – Partido Popular          | 1     | 0,39 / 100,00   | 0,23 |
| Votos Inválidos         | Votos Inválidos                | 13    | 5,04 / 100,00   | 3,26 |
| Total                   | Total                          | 258   | 100,00 / 100,00 |      |
| Eleitorado/Participação | Eleitorado/Participação        | 430   | 60,00 / 100,00  | 0,52 |

#### Monforte da Beira
| Partido                 | Partido                        | Votos | %               | +/-  |
| ----------------------- | ------------------------------ | ----- | --------------- | ---- |
|                         | Partido Socialista             | 144   | 71,29 / 100,00  | 0,24 |
|                         | Partido Social Democrata       | 32    | 15,84 / 100,00  | 1,37 |
|                         | Coligação Democrática Unitária | 4     | 1,98 / 100,00   | 0,65 |
|                         | Bloco de Esquerda              | 4     | 1,98 / 100,00   | 1,10 |
|                         | CDS – Partido Popular          | 3     | 1,49 / 100,00   | 1,58 |
| Votos Inválidos         | Votos Inválidos                | 15    | 7,43 / 100,00   | 0,46 |
| Total                   | Total                          | 202   | 100,00 / 100,00 |      |
| Eleitorado/Participação | Eleitorado/Participação        | 311   | 64,95 / 100,00  | 0,18 |

#### Ninho do Açor e Sobral do Campo
| Partido                 | Partido                        | Votos | %               | +/-  |
| ----------------------- | ------------------------------ | ----- | --------------- | ---- |
|                         | Partido Socialista             | 344   | 74,95 / 100,00  | 2,99 |
|                         | Partido Social Democrata       | 67    | 14,60 / 100,00  | 2,26 |
|                         | Bloco de Esquerda              | 15    | 3,27 / 100,00   | 1,70 |
|                         | Coligação Democrática Unitária | 8     | 1,74 / 100,00   | 0,17 |
|                         | CDS – Partido Popular          | 7     | 1,53 / 100,00   | 0,04 |
| Votos Inválidos         | Votos Inválidos                | 18    | 3,92 / 100,00   | 2,56 |
| Total                   | Total                          | 459   | 100,00 / 100,00 |      |
| Eleitorado/Participação | Eleitorado/Participação        | 738   | 62,20 / 100,00  | 1,56 |

#### Póvoa de Rio de Moinhos e Cafede
| Partido                 | Partido                        | Votos | %               | +/-   |
| ----------------------- | ------------------------------ | ----- | --------------- | ----- |
|                         | Partido Socialista             | 317   | 55,81 / 100,00  | 7,40  |
|                         | Partido Social Democrata       | 172   | 30,28 / 100,00  | 16,12 |
|                         | CDS – Partido Popular          | 25    | 4,40 / 100,00   | 9,94  |
|                         | Bloco de Esquerda              | 15    | 2,64 / 100,00   | 1,78  |
|                         | Coligação Democrática Unitária | 10    | 1,76 / 100,00   | 0,21  |
| Votos Inválidos         | Votos Inválidos                | 29    | 5,10 / 100,00   | 0,77  |
| Total                   | Total                          | 568   | 100,00 / 100,00 |       |
| Eleitorado/Participação | Eleitorado/Participação        | 838   | 67,78 / 100,00  | 5,99  |

#### Salgueiro do Campo
| Partido                 | Partido                        | Votos | %               | +/-  |
| ----------------------- | ------------------------------ | ----- | --------------- | ---- |
|                         | Partido Socialista             | 327   | 64,12 / 100,00  | 4,74 |
|                         | Partido Social Democrata       | 125   | 24,51 / 100,00  | 3,96 |
|                         | Bloco de Esquerda              | 14    | 2,75 / 100,00   | 1,71 |
|                         | CDS – Partido Popular          | 14    | 2,75 / 100,00   | 0,32 |
|                         | Coligação Democrática Unitária | 12    | 2,35 / 100,00   | 1,47 |
| Votos Inválidos         | Votos Inválidos                | 18    | 3,53 / 100,00   | 1,33 |
| Total                   | Total                          | 510   | 100,00 / 100,00 |      |
| Eleitorado/Participação | Eleitorado/Participação        | 717   | 71,13 / 100,00  | 1,40 |

#### Santo André das Tojeiras
| Partido                 | Partido                        | Votos | %               | +/-   |
| ----------------------- | ------------------------------ | ----- | --------------- | ----- |
|                         | Partido Socialista             | 330   | 69,77 / 100,00  | 12,63 |
|                         | Partido Social Democrata       | 102   | 21,56 / 100,00  | 10,72 |
|                         | Bloco de Esquerda              | 6     | 1,27 / 100,00   | 0,56  |
|                         | CDS – Partido Popular          | 5     | 1,06 / 100,00   | 0,70  |
|                         | Coligação Democrática Unitária | 2     | 0,42 / 100,00   | 0,81  |
| Votos Inválidos         | Votos Inválidos                | 28    | 5,92 / 100,00   | 0,96  |
| Total                   | Total                          | 473   | 100,00 / 100,00 |       |
| Eleitorado/Participação | Eleitorado/Participação        | 675   | 70,07 / 100,00  | 3,83  |

#### São Vicente da Beira
| Partido                 | Partido                        | Votos | %               | +/-  |
| ----------------------- | ------------------------------ | ----- | --------------- | ---- |
|                         | Partido Socialista             | 466   | 60,36 / 100,00  | 1,62 |
|                         | Partido Social Democrata       | 247   | 31,99 / 100,00  | 5,95 |
|                         | Coligação Democrática Unitária | 13    | 1,68 / 100,00   | 0,03 |
|                         | Bloco de Esquerda              | 12    | 1,55 / 100,00   | 0,57 |
|                         | CDS – Partido Popular          | 7     | 0,91 / 100,00   | 2,51 |
| Votos Inválidos         | Votos Inválidos                | 27    | 3,49 / 100,00   | 2,38 |
| Total                   | Total                          | 772   | 100,00 / 100,00 |      |
| Eleitorado/Participação | Eleitorado/Participação        | 1 161 | 66,49 / 100,00  | 6,12 |

#### Sarzedas
| Partido                 | Partido                        | Votos | %               | +/-   |
| ----------------------- | ------------------------------ | ----- | --------------- | ----- |
|                         | Partido Socialista             | 560   | 70,09 / 100,00  | 13,57 |
|                         | Partido Social Democrata       | 160   | 20,03 / 100,00  | 11,52 |
|                         | Bloco de Esquerda              | 14    | 1,75 / 100,00   | 0,52  |
|                         | CDS – Partido Popular          | 14    | 1,75 / 100,00   | 0,41  |
|                         | Coligação Democrática Unitária | 8     | 1,00 / 100,00   | 2,46  |
| Votos Inválidos         | Votos Inválidos                | 43    | 5,38 / 100,00   | 0,53  |
| Total                   | Total                          | 799   | 100,00 / 100,00 |       |
| Eleitorado/Participação | Eleitorado/Participação        | 1 175 | 68,00 / 100,00  | 5,27  |

#### Tinalhas
| Partido                 | Partido                        | Votos | %               | +/-   |
| ----------------------- | ------------------------------ | ----- | --------------- | ----- |
|                         | Partido Socialista             | 241   | 62,11 / 100,00  | 4,02  |
|                         | Partido Social Democrata       | 74    | 19,07 / 100,00  | 10,83 |
|                         | Bloco de Esquerda              | 22    | 5,67 / 100,00   | 3,71  |
|                         | Coligação Democrática Unitária | 12    | 3,09 / 100,00   | 0,64  |
|                         | CDS – Partido Popular          | 12    | 3,09 / 100,00   | 0,64  |
| Votos Inválidos         | Votos Inválidos                | 27    | 6,95 / 100,00   | 1,80  |
| Total                   | Total                          | 388   | 100,00 / 100,00 |       |
| Eleitorado/Participação | Eleitorado/Participação        | 530   | 73,21 / 100,00  | 6,10  |

### Assembleia Municipal
| Freguesia                        | %     | %     | %    | %     | %    | Votantes |
| Freguesia                        | PS    | PSD   | BE   | CDU   | CDS  | Votantes |
| -------------------------------- | ----- | ----- | ---- | ----- | ---- | -------- |
| Alcains                          | 47,15 | 30,53 | 8,13 | 4,41  | 2,62 | 2 178    |
| Almaceda                         | 64,56 | 20,87 | 1,46 | 2,43  | 6,31 | 412      |
| Benquerenças                     | 59,90 | 27,97 | 4,46 | 2,48  | 0,74 | 404      |
| Castelo Branco                   | 50,40 | 24,68 | 7,23 | 5,84  | 5,27 | 15 197   |
| Cebolais de Cima e Retaxo        | 65,97 | 14,00 | 4,29 | 8,49  | 2,10 | 1 143    |
| Escalos de Baixo e Mata          | 75,21 | 10,67 | 4,27 | 2,79  | 1,64 | 609      |
| Escalos de Cima e Lousa          | 60,79 | 19,38 | 5,29 | 3,74  | 5,18 | 908      |
| Freixial e Juncal do Campo       | 62,06 | 21,79 | 5,45 | 2,92  | 0,97 | 514      |
| Lardosa                          | 51,10 | 27,21 | 3,49 | 10,11 | 1,65 | 544      |
| Louriçal do Campo                | 70,11 | 18,72 | 2,23 | 1,96  | 1,12 | 358      |
| Malpica do Tejo                  | 71,32 | 3,88  | 2,71 | 15,50 | 0,78 | 258      |
| Monforte da Beira                | 70,79 | 13,37 | 2,97 | 1,98  | 1,49 | 202      |
| Ninho do Açor e Sobral do Campo  | 74,07 | 14,38 | 4,36 | 1,31  | 2,18 | 459      |
| Póvoa de Rio de Moinhos e Cafede | 51,94 | 31,51 | 4,05 | 1,94  | 4,75 | 568      |
| Salgueiro do Campo               | 61,18 | 26,86 | 3,53 | 2,35  | 3,14 | 510      |
| Santo André das Tojeiras         | 68,71 | 21,99 | 0,63 | 0,85  | 1,06 | 473      |
| São Vicente da Beira             | 55,18 | 35,88 | 2,59 | 2,07  | 0,78 | 772      |
| Sarzedas                         | 68,21 | 19,52 | 1,88 | 1,63  | 2,50 | 799      |
| Tinalhas                         | 58,51 | 18,56 | 7,73 | 2,84  | 3,35 | 388      |
| Castelo Branco                   | 54,70 | 23,86 | 6,06 | 5,04  | 4,08 | 26 696   |

#### Alcains
| Partido                 | Partido                        | Votos | %               | +/-   |
| ----------------------- | ------------------------------ | ----- | --------------- | ----- |
|                         | Partido Socialista             | 1 027 | 47,15 / 100,00  | 13,52 |
|                         | Partido Social Democrata       | 665   | 30,53 / 100,00  | 12,03 |
|                         | Bloco de Esquerda              | 177   | 8,13 / 100,00   | 3,22  |
|                         | Coligação Democrática Unitária | 96    | 4,41 / 100,00   | 0,26  |
|                         | CDS – Partido Popular          | 57    | 2,62 / 100,00   | 0,51  |
| Votos Inválidos         | Votos Inválidos                | 156   | 7,16 / 100,00   | 0,93  |
| Total                   | Total                          | 2 178 | 100,00 / 100,00 |       |
| Eleitorado/Participação | Eleitorado/Participação        | 4 381 | 49,71 / 100,00  | 4,18  |

#### Almaceda
| Partido                 | Partido                        | Votos | %               | +/-  |
| ----------------------- | ------------------------------ | ----- | --------------- | ---- |
|                         | Partido Socialista             | 266   | 64,56 / 100,00  | 6,78 |
|                         | Partido Social Democrata       | 86    | 20,87 / 100,00  | 7,26 |
|                         | CDS – Partido Popular          | 26    | 6,31 / 100,00   | 3,84 |
|                         | Coligação Democrática Unitária | 10    | 2,43 / 100,00   | 3,34 |
|                         | Bloco de Esquerda              | 6     | 1,46 / 100,00   | 0,64 |
| Votos Inválidos         | Votos Inválidos                | 18    | 4,37 / 100,00   | 1,61 |
| Total                   | Total                          | 412   | 100,00 / 100,00 |      |
| Eleitorado/Participação | Eleitorado/Participação        | 657   | 62,71 / 100,00  | 2,39 |

#### Benquerenças
| Partido                 | Partido                        | Votos | %               | +/-  |
| ----------------------- | ------------------------------ | ----- | --------------- | ---- |
|                         | Partido Socialista             | 242   | 59,90 / 100,00  | 0,12 |
|                         | Partido Social Democrata       | 113   | 27,97 / 100,00  | 1,02 |
|                         | Bloco de Esquerda              | 18    | 4,46 / 100,00   | 2,66 |
|                         | Coligação Democrática Unitária | 10    | 2,48 / 100,00   | 0,44 |
|                         | CDS – Partido Popular          | 3     | 0,74 / 100,00   | 0,38 |
| Votos Inválidos         | Votos Inválidos                | 18    | 4,46 / 100,00   | 0,93 |
| Total                   | Total                          | 404   | 100,00 / 100,00 |      |
| Eleitorado/Participação | Eleitorado/Participação        | 560   | 72,14 / 100,00  | 0,93 |

#### Castelo Branco
| Partido                 | Partido                        | Votos  | %               | +/-  |
| ----------------------- | ------------------------------ | ------ | --------------- | ---- |
|                         | Partido Socialista             | 7 659  | 50,40 / 100,00  | 3,15 |
|                         | Partido Social Democrata       | 3 751  | 24,68 / 100,00  | 3,12 |
|                         | Bloco de Esquerda              | 1 098  | 7,23 / 100,00   | 2,60 |
|                         | Coligação Democrática Unitária | 887    | 5,84 / 100,00   | 1,31 |
|                         | CDS – Partido Popular          | 801    | 5,27 / 100,00   | 0,91 |
| Votos Inválidos         | Votos Inválidos                | 1 001  | 6,59 / 100,00   | 2,17 |
| Total                   | Total                          | 15 197 | 100,00 / 100,00 |      |
| Eleitorado/Participação | Eleitorado/Participação        | 31 287 | 48,57 / 100,00  | 4,28 |

#### Cebolais de Cima e Retaxo
| Partido                 | Partido                        | Votos | %               | +/-  |
| ----------------------- | ------------------------------ | ----- | --------------- | ---- |
|                         | Partido Socialista             | 754   | 65,97 / 100,00  | 1,24 |
|                         | Partido Social Democrata       | 160   | 14,00 / 100,00  | 1,23 |
|                         | Coligação Democrática Unitária | 97    | 8,49 / 100,00   | 0,05 |
|                         | Bloco de Esquerda              | 49    | 4,29 / 100,00   | 1,90 |
|                         | CDS – Partido Popular          | 24    | 2,10 / 100,00   | 0,44 |
| Votos Inválidos         | Votos Inválidos                | 59    | 5,16 / 100,00   | 1,49 |
| Total                   | Total                          | 1 143 | 100,00 / 100,00 |      |
| Eleitorado/Participação | Eleitorado/Participação        | 1 723 | 66,34 / 100,00  | 6,23 |

#### Escalos de Baixo e Mato
| Partido                 | Partido                        | Votos | %               | +/-     |
| ----------------------- | ------------------------------ | ----- | --------------- | ------- |
|                         | Partido Socialista             | 458   | 75,21 / 100,00  | 0,08    |
|                         | Partido Social Democrata       | 65    | 10,67 / 100,00  | 1,70    |
|                         | Bloco de Esquerda              | 26    | 4,27 / 100,00   | 2,54    |
|                         | Coligação Democrática Unitária | 17    | 2,79 / 100,00   | Estável |
|                         | CDS – Partido Popular          | 10    | 1,64 / 100,00   | 0,09    |
| Votos Inválidos         | Votos Inválidos                | 33    | 5,42 / 100,00   | 0,83    |
| Total                   | Total                          | 609   | 100,00 / 100,00 |         |
| Eleitorado/Participação | Eleitorado/Participação        | 1 120 | 54,37 / 100,00  | 5,60    |

#### Escalos de Cima e Lousa
| Partido                 | Partido                        | Votos | %               | +/-  |
| ----------------------- | ------------------------------ | ----- | --------------- | ---- |
|                         | Partido Socialista             | 552   | 60,79 / 100,00  | 4,55 |
|                         | Partido Social Democrata       | 176   | 19,38 / 100,00  | 3,70 |
|                         | Bloco de Esquerda              | 48    | 5,29 / 100,00   | 2,97 |
|                         | CDS – Partido Popular          | 47    | 5,18 / 100,00   | 1,99 |
|                         | Coligação Democrática Unitária | 34    | 3,74 / 100,00   | 0,52 |
| Votos Inválidos         | Votos Inválidos                | 51    | 5,61 / 100,00   | 3,59 |
| Total                   | Total                          | 908   | 100,00 / 100,00 |      |
| Eleitorado/Participação | Eleitorado/Participação        | 1 448 | 62,71 / 100,00  | 1,06 |

#### Freixial e Juncal do Campo
| Partido                 | Partido                        | Votos | %               | +/-  |
| ----------------------- | ------------------------------ | ----- | --------------- | ---- |
|                         | Partido Socialista             | 319   | 62,06 / 100,00  | 2,83 |
|                         | Partido Social Democrata       | 112   | 21,79 / 100,00  | 4,81 |
|                         | Bloco de Esquerda              | 28    | 5,45 / 100,00   | 2,59 |
|                         | Coligação Democrática Unitária | 15    | 2,92 / 100,00   | 1,28 |
|                         | CDS – Partido Popular          | 5     | 0,97 / 100,00   | 2,47 |
| Votos Inválidos         | Votos Inválidos                | 35    | 6,81 / 100,00   | 0,82 |
| Total                   | Total                          | 514   | 100,00 / 100,00 |      |
| Eleitorado/Participação | Eleitorado/Participação        | 735   | 69,93 / 100,00  | 7,10 |

#### Lardosa
| Partido                 | Partido                        | Votos | %               | +/-   |
| ----------------------- | ------------------------------ | ----- | --------------- | ----- |
|                         | Partido Socialista             | 278   | 51,10 / 100,00  | 13,32 |
|                         | Partido Social Democrata       | 148   | 27,21 / 100,00  | 14,44 |
|                         | Coligação Democrática Unitária | 55    | 10,11 / 100,00  | 0,44  |
|                         | Bloco de Esquerda              | 19    | 3,49 / 100,00   | 1,48  |
|                         | CDS – Partido Popular          | 9     | 1,65 / 100,00   | 4,37  |
| Votos Inválidos         | Votos Inválidos                | 35    | 6,44 / 100,00   | 1,34  |
| Total                   | Total                          | 544   | 100,00 / 100,00 |       |
| Eleitorado/Participação | Eleitorado/Participação        | 871   | 62,46 / 100,00  | 1,57  |

#### Louriçal do Campo
| Partido                 | Partido                        | Votos | %               | +/-   |
| ----------------------- | ------------------------------ | ----- | --------------- | ----- |
|                         | Partido Socialista             | 251   | 70,11 / 100,00  | 18,88 |
|                         | Partido Social Democrata       | 67    | 18,72 / 100,00  | 17,24 |
|                         | Bloco de Esquerda              | 8     | 2,23 / 100,00   | 1,24  |
|                         | Coligação Democrática Unitária | 7     | 1,96 / 100,00   | 1,24  |
|                         | CDS – Partido Popular          | 4     | 1,12 / 100,00   | 0,85  |
| Votos Inválidos         | Votos Inválidos                | 21    | 5,87 / 100,00   | 0,78  |
| Total                   | Total                          | 358   | 100,00 / 100,00 |       |
| Eleitorado/Participação | Eleitorado/Participação        | 540   | 66,30 / 100,00  | 3,26  |

#### Malpica do Tejo
| Partido                 | Partido                        | Votos | %               | +/-  |
| ----------------------- | ------------------------------ | ----- | --------------- | ---- |
|                         | Partido Socialista             | 184   | 71,32 / 100,00  | 3,94 |
|                         | Coligação Democrática Unitária | 40    | 15,50 / 100,00  | 0,73 |
|                         | Partido Social Democrata       | 10    | 3,88 / 100,00   | 3,50 |
|                         | Bloco de Esquerda              | 7     | 2,71 / 100,00   | 1,48 |
|                         | CDS – Partido Popular          | 2     | 0,78 / 100,00   | 0,14 |
| Votos Inválidos         | Votos Inválidos                | 15    | 5,82 / 100,00   | 2,48 |
| Total                   | Total                          | 258   | 100,00 / 100,00 |      |
| Eleitorado/Participação | Eleitorado/Participação        | 430   | 60,00 / 100,00  | 0,52 |

#### Monforte da Beira
| Partido                 | Partido                        | Votos | %               | +/-  |
| ----------------------- | ------------------------------ | ----- | --------------- | ---- |
|                         | Partido Socialista             | 143   | 70,79 / 100,00  | 0,26 |
|                         | Partido Social Democrata       | 27    | 13,37 / 100,00  | 1,10 |
|                         | Bloco de Esquerda              | 6     | 2,97 / 100,00   | 2,53 |
|                         | Coligação Democrática Unitária | 4     | 1,98 / 100,00   | 0,23 |
|                         | CDS – Partido Popular          | 3     | 1,49 / 100,00   | 2,02 |
| Votos Inválidos         | Votos Inválidos                | 19    | 9,41 / 100,00   | 0,64 |
| Total                   | Total                          | 202   | 100,00 / 100,00 |      |
| Eleitorado/Participação | Eleitorado/Participação        | 311   | 64,95 / 100,00  | 0,18 |

#### Ninho do Açor e Sobral do Campo
| Partido                 | Partido                        | Votos | %               | +/-  |
| ----------------------- | ------------------------------ | ----- | --------------- | ---- |
|                         | Partido Socialista             | 340   | 74,07 / 100,00  | 2,11 |
|                         | Partido Social Democrata       | 66    | 14,38 / 100,00  | 2,68 |
|                         | Bloco de Esquerda              | 20    | 4,36 / 100,00   | 2,40 |
|                         | CDS – Partido Popular          | 10    | 2,18 / 100,00   | 0,42 |
|                         | Coligação Democrática Unitária | 6     | 1,31 / 100,00   | 0,33 |
| Votos Inválidos         | Votos Inválidos                | 17    | 3,70 / 100,00   | 2,57 |
| Total                   | Total                          | 459   | 100,00 / 100,00 |      |
| Eleitorado/Participação | Eleitorado/Participação        | 738   | 62,20 / 100,00  | 1,56 |

#### Póvoa de Rio de Moinhos e Cafede
| Partido                 | Partido                        | Votos | %               | +/-   |
| ----------------------- | ------------------------------ | ----- | --------------- | ----- |
|                         | Partido Socialista             | 295   | 51,94 / 100,00  | 3,85  |
|                         | Partido Social Democrata       | 179   | 31,51 / 100,00  | 18,38 |
|                         | CDS – Partido Popular          | 27    | 4,75 / 100,00   | 14,77 |
|                         | Bloco de Esquerda              | 23    | 4,05 / 100,00   | 1,98  |
|                         | Coligação Democrática Unitária | 11    | 1,94 / 100,00   | 0,13  |
| Votos Inválidos         | Votos Inválidos                | 33    | 5,81 / 100,00   | 1,62  |
| Total                   | Total                          | 568   | 100,00 / 100,00 |       |
| Eleitorado/Participação | Eleitorado/Participação        | 838   | 67,78 / 100,00  | 5,99  |

#### Salgueiro do Campo
| Partido                 | Partido                        | Votos | %               | +/-  |
| ----------------------- | ------------------------------ | ----- | --------------- | ---- |
|                         | Partido Socialista             | 312   | 61,18 / 100,00  | 3,37 |
|                         | Partido Social Democrata       | 137   | 26,86 / 100,00  | 0,74 |
|                         | Bloco de Esquerda              | 18    | 3,53 / 100,00   | 2,49 |
|                         | CDS – Partido Popular          | 16    | 3,14 / 100,00   | 0,85 |
|                         | Coligação Democrática Unitária | 12    | 2,35 / 100,00   | 1,47 |
| Votos Inválidos         | Votos Inválidos                | 15    | 2,94 / 100,00   | 2,99 |
| Total                   | Total                          | 510   | 100,00 / 100,00 |      |
| Eleitorado/Participação | Eleitorado/Participação        | 717   | 71,13 / 100,00  | 1,40 |

#### Santo André das Tojeiras
| Partido                 | Partido                        | Votos | %               | +/-   |
| ----------------------- | ------------------------------ | ----- | --------------- | ----- |
|                         | Partido Socialista             | 325   | 68,71 / 100,00  | 12,45 |
|                         | Partido Social Democrata       | 104   | 21,99 / 100,00  | 12,52 |
|                         | CDS – Partido Popular          | 5     | 1,06 / 100,00   | 0,70  |
|                         | Coligação Democrática Unitária | 4     | 0,85 / 100,00   | 0,21  |
|                         | Bloco de Esquerda              | 3     | 0,63 / 100,00   | 0,10  |
| Votos Inválidos         | Votos Inválidos                | 32    | 6,76 / 100,00   | 0,12  |
| Total                   | Total                          | 473   | 100,00 / 100,00 |       |
| Eleitorado/Participação | Eleitorado/Participação        | 675   | 70,07 / 100,00  | 3,83  |

#### São Vicente da Beira
| Partido                 | Partido                        | Votos | %               | +/-  |
| ----------------------- | ------------------------------ | ----- | --------------- | ---- |
|                         | Partido Socialista             | 426   | 55,18 / 100,00  | 0,32 |
|                         | Partido Social Democrata       | 277   | 35,88 / 100,00  | 7,64 |
|                         | Bloco de Esquerda              | 20    | 2,59 / 100,00   | 0,88 |
|                         | Coligação Democrática Unitária | 16    | 2,07 / 100,00   | 0,62 |
|                         | CDS – Partido Popular          | 6     | 0,78 / 100,00   | 5,45 |
| Votos Inválidos         | Votos Inválidos                | 27    | 3,49 / 100,00   | 2,14 |
| Total                   | Total                          | 772   | 100,00 / 100,00 |      |
| Eleitorado/Participação | Eleitorado/Participação        | 1 161 | 66,49 / 100,00  | 6,12 |

#### Sarzedas
| Partido                 | Partido                        | Votos | %               | +/-   |
| ----------------------- | ------------------------------ | ----- | --------------- | ----- |
|                         | Partido Socialista             | 545   | 68,21 / 100,00  | 11,24 |
|                         | Partido Social Democrata       | 156   | 19,52 / 100,00  | 12,14 |
|                         | CDS – Partido Popular          | 20    | 2,50 / 100,00   | 1,16  |
|                         | Bloco de Esquerda              | 15    | 1,88 / 100,00   | 0,65  |
|                         | Coligação Democrática Unitária | 13    | 1,63 / 100,00   | 0,38  |
| Votos Inválidos         | Votos Inválidos                | 50    | 6,26 / 100,00   | 0,54  |
| Total                   | Total                          | 799   | 100,00 / 100,00 |       |
| Eleitorado/Participação | Eleitorado/Participação        | 1 175 | 68,00 / 100,00  | 5,27  |

#### Tinalhas
| Partido                 | Partido                        | Votos | %               | +/-   |
| ----------------------- | ------------------------------ | ----- | --------------- | ----- |
|                         | Partido Socialista             | 227   | 58,51 / 100,00  | 7,04  |
|                         | Partido Social Democrata       | 72    | 18,56 / 100,00  | 15,75 |
|                         | Bloco de Esquerda              | 30    | 7,73 / 100,00   | 5,77  |
|                         | CDS – Partido Popular          | 13    | 3,35 / 100,00   | 0,82  |
|                         | Coligação Democrática Unitária | 11    | 2,84 / 100,00   | 0,59  |
| Votos Inválidos         | Votos Inválidos                | 35    | 9,02 / 100,00   | 4,36  |
| Total                   | Total                          | 388   | 100,00 / 100,00 |       |
| Eleitorado/Participação | Eleitorado/Participação        | 530   | 73,21 / 100,00  | 6,10  |

### Juntas de Freguesia

#### Alcains
| Partido                 | Partido                        | Votos | %               | +/-   | Mandatos | +/-     |
| ----------------------- | ------------------------------ | ----- | --------------- | ----- | -------- | ------- |
|                         | Partido Socialista             | 956   | 43,87 / 100,00  | 17,35 | 5 / 9    | 2       |
|                         | Partido Social Democrata       | 864   | 39,65 / 100,00  | 17,59 | 4 / 9    | 2       |
|                         | Coligação Democrática Unitária | 118   | 5,42 / 100,00   | 0,50  | 0 / 9    | Estável |
|                         | CDS – Partido Popular          | 75    | 3,44 / 100,00   | 0,16  | 0 / 9    | Estável |
| Votos Inválidos         | Votos Inválidos                | 166   | 7,62 / 100,00   | 0,10  |          |         |
| Total                   | Total                          | 2 179 | 100,00 / 100,00 |       | 9 / 9    |         |
| Eleitorado/Participação | Eleitorado/Participação        | 4 381 | 49,74 / 100,00  | 4,21  |          |         |

#### Almaceda
| Partido                 | Partido                  | Votos | %               | +/-   | Mandatos | +/- |
| ----------------------- | ------------------------ | ----- | --------------- | ----- | -------- | --- |
|                         | Partido Socialista       | 238   | 57,77 / 100,00  | 17,49 | 4 / 7    | 2   |
|                         | Partido Social Democrata | 113   | 27,43 / 100,00  | 11,97 | 2 / 7    | 1   |
|                         | CDS – Partido Popular    | 48    | 11,65 / 100,00  | -     | 1 / 7    | -   |
| Votos Inválidos         | Votos Inválidos          | 13    | 3,15 / 100,00   | 0,36  |          |     |
| Total                   | Total                    | 412   | 100,00 / 100,00 |       | 7 / 7    |     |
| Eleitorado/Participação | Eleitorado/Participação  | 657   | 62,71 / 100,00  | 2,39  |          |     |

#### Benquerenças
| Partido                 | Partido                  | Votos | %               | +/-  | Mandatos | +/-     |
| ----------------------- | ------------------------ | ----- | --------------- | ---- | -------- | ------- |
|                         | Partido Socialista       | 215   | 53,22 / 100,00  | 2,88 | 4 / 7    | Estável |
|                         | Partido Social Democrata | 177   | 43,81 / 100,00  | 1,11 | 3 / 7    | Estável |
| Votos Inválidos         | Votos Inválidos          | 12    | 2,97 / 100,00   | 4,00 |          |         |
| Total                   | Total                    | 404   | 100,00 / 100,00 |      | 7 / 7    |         |
| Eleitorado/Participação | Eleitorado/Participação  | 560   | 72,14 / 100,00  | 0,93 |          |         |

#### Castelo Branco
| Partido                 | Partido                        | Votos  | %               | +/-  | Mandatos | +/-     |
| ----------------------- | ------------------------------ | ------ | --------------- | ---- | -------- | ------- |
|                         | Partido Socialista             | 7 683  | 50,56 / 100,00  | 3,53 | 11 / 19  | 1       |
|                         | Partido Social Democrata       | 3 910  | 25,73 / 100,00  | 2,32 | 5 / 19   | Estável |
|                         | Bloco de Esquerda              | 1 044  | 6,87 / 100,00   | 2,80 | 1 / 19   | 1       |
|                         | Coligação Democrática Unitária | 816    | 5,37 / 100,00   | 0,88 | 1 / 19   | Estável |
|                         | CDS – Partido Popular          | 770    | 5,07 / 100,00   | 1,00 | 1 / 19   | Estável |
| Votos Inválidos         | Votos Inválidos                | 974    | 6,40 / 100,00   | 1,44 |          |         |
| Total                   | Total                          | 15 197 | 100,00 / 100,00 |      | 19 / 19  |         |
| Eleitorado/Participação | Eleitorado/Participação        | 31 287 | 48,57 / 100,00  | 4,28 |          |         |

#### Cebolais de Cima e Retaxo
| Partido                 | Partido                        | Votos | %               | +/-   | Mandatos | +/- |
| ----------------------- | ------------------------------ | ----- | --------------- | ----- | -------- | --- |
|                         | Partido Socialista             | 809   | 70,78 / 100,00  | 26,79 | 7 / 9    | 3   |
|                         | Partido Social Democrata       | 148   | 12,95 / 100,00  | 8,39  | 1 / 9    | 1   |
|                         | Coligação Democrática Unitária | 121   | 10,59 / 100,00  | 7,53  | 1 / 9    | 1   |
| Votos Inválidos         | Votos Inválidos                | 65    | 5,68 / 100,00   | 1,42  |          |     |
| Total                   | Total                          | 1 143 | 100,00 / 100,00 |       | 9 / 9    |     |
| Eleitorado/Participação | Eleitorado/Participação        | 1 723 | 66,34 / 100,00  | 6,23  |          |     |

#### Escalos de Baixo e Mato
| Partido                 | Partido                        | Votos | %               | +/-  | Mandatos | +/-     |
| ----------------------- | ------------------------------ | ----- | --------------- | ---- | -------- | ------- |
|                         | Partido Socialista             | 521   | 85,55 / 100,00  | 8,69 | 9 / 9    | 1       |
|                         | Coligação Democrática Unitária | 36    | 5,91 / 100,00   | 2,72 | 0 / 9    | Estável |
| Votos Inválidos         | Votos Inválidos                | 52    | 8,54 / 100,00   | 0,82 |          |         |
| Total                   | Total                          | 609   | 100,00 / 100,00 |      | 9 / 9    |         |
| Eleitorado/Participação | Eleitorado/Participação        | 1 120 | 54,37 / 100,00  | 5,63 |          |         |

#### Escalos de Cima e Lousa
| Partido                 | Partido                        | Votos | %               | +/-  | Mandatos | +/-     |
| ----------------------- | ------------------------------ | ----- | --------------- | ---- | -------- | ------- |
|                         | Pelo Escalos e Pela Lousa      | 381   | 41,96 / 100,00  | Novo | 4 / 9    | Novo    |
|                         | Partido Socialista             | 377   | 41,52 / 100,00  | 0,11 | 4 / 9    | Estável |
|                         | Partido Social Democrata       | 86    | 9,47 / 100,00   | 3,18 | 1 / 9    | 1       |
|                         | Coligação Democrática Unitária | 15    | 1,65 / 100,00   | -    | 0 / 9    | -       |
| Votos Inválidos         | Votos Inválidos                | 49    | 5,39 / 100,00   | 0,26 |          |         |
| Total                   | Total                          | 908   | 100,00 / 100,00 |      | 9 / 9    |         |
| Eleitorado/Participação | Eleitorado/Participação        | 1 448 | 62,71 / 100,00  | 1,06 |          |         |

#### Freixial e Juncal do Campo
| Partido                 | Partido                  | Votos | %               | +/-   | Mandatos | +/- |
| ----------------------- | ------------------------ | ----- | --------------- | ----- | -------- | --- |
|                         | Partido Socialista       | 302   | 58,75 / 100,00  | 10,52 | 4 / 7    | 2   |
|                         | Partido Social Democrata | 187   | 36,38 / 100,00  | 14,43 | 3 / 7    | 2   |
| Votos Inválidos         | Votos Inválidos          | 25    | 4,86 / 100,00   | 3,92  |          |     |
| Total                   | Total                    | 514   | 100,00 / 100,00 |       | 7 / 7    |     |
| Eleitorado/Participação | Eleitorado/Participação  | 735   | 69,93 / 100,00  | 7,10  |          |     |

#### Lardosa
| Partido                 | Partido                        | Votos | %               | +/-   | Mandatos | +/-     |
| ----------------------- | ------------------------------ | ----- | --------------- | ----- | -------- | ------- |
|                         | Partido Socialista             | 254   | 46,69 / 100,00  | 13,35 | 4 / 7    | 1       |
|                         | Partido Social Democrata       | 159   | 29,23 / 100,00  | 16,82 | 2 / 7    | 1       |
|                         | Coligação Democrática Unitária | 102   | 18,75 / 100,00  | 3,24  | 1 / 7    | Estável |
| Votos Inválidos         | Votos Inválidos                | 29    | 5,33 / 100,00   | 0,95  |          |         |
| Total                   | Total                          | 544   | 100,00 / 100,00 |       | 7 / 7    |         |
| Eleitorado/Participação | Eleitorado/Participação        | 871   | 62,46 / 100,00  | 1,57  |          |         |

#### Louriçal do Campo
| Partido                 | Partido                  | Votos | %               | +/-   | Mandatos | +/- |
| ----------------------- | ------------------------ | ----- | --------------- | ----- | -------- | --- |
|                         | Partido Socialista       | 268   | 74,86 / 100,00  | 22,89 | 6 / 7    | 2   |
|                         | Partido Social Democrata | 78    | 21,79 / 100,00  | 23,53 | 1 / 7    | 2   |
| Votos Inválidos         | Votos Inválidos          | 12    | 3,36 / 100,00   | 0,65  |          |     |
| Total                   | Total                    | 358   | 100,00 / 100,00 |       | 7 / 7    |     |
| Eleitorado/Participação | Eleitorado/Participação  | 540   | 66,30 / 100,00  | 3,26  |          |     |

#### Malpica do Tejo
| Partido                 | Partido                        | Votos | %               | +/-  | Mandatos | +/-     |
| ----------------------- | ------------------------------ | ----- | --------------- | ---- | -------- | ------- |
|                         | Partido Socialista             | 186   | 72,09 / 100,00  | 5,63 | 6 / 7    | Estável |
|                         | Coligação Democrática Unitária | 58    | 22,48 / 100,00  | 2,79 | 1 / 7    | Estável |
| Votos Inválidos         | Votos Inválidos                | 14    | 5,42 / 100,00   | 2,35 |          |         |
| Total                   | Total                          | 258   | 100,00 / 100,00 |      | 7 / 7    |         |
| Eleitorado/Participação | Eleitorado/Participação        | 430   | 60,00 / 100,00  | 0,52 |          |         |

#### Monforte da Beira
| Partido                 | Partido                 | Votos | %               | +/-  | Mandatos | +/- |
| ----------------------- | ----------------------- | ----- | --------------- | ---- | -------- | --- |
|                         | Partido Socialista      | 165   | 81,68 / 100,00  | 7,56 | 7 / 7    | 1   |
| Votos Inválidos         | Votos Inválidos         | 37    | 18,32 / 100,00  | 8,23 |          |     |
| Total                   | Total                   | 202   | 100,00 / 100,00 |      | 7 / 7    |     |
| Eleitorado/Participação | Eleitorado/Participação | 311   | 64,95 / 100,00  | 0,18 |          |     |

#### Ninho do Açor e Sobral do Campo
| Partido                 | Partido                 | Votos | %               | +/-  | Mandatos | +/- |
| ----------------------- | ----------------------- | ----- | --------------- | ---- | -------- | --- |
|                         | Partido Socialista      | 396   | 86,27 / 100,00  | 9,80 | 7 / 7    | 1   |
| Votos Inválidos         | Votos Inválidos         | 63    | 13,72 / 100,00  | 7,64 |          |     |
| Total                   | Total                   | 459   | 100,00 / 100,00 |      | 7 / 7    |     |
| Eleitorado/Participação | Eleitorado/Participação | 738   | 62,20 / 100,00  | 1,56 |          |     |

#### Póvoa de Rio de Moinhos e Cafede
| Partido                 | Partido                  | Votos | %               | +/-   | Mandatos | +/-     |
| ----------------------- | ------------------------ | ----- | --------------- | ----- | -------- | ------- |
|                         | Partido Socialista       | 270   | 47,54 / 100,00  | 7,55  | 4 / 7    | Estável |
|                         | Partido Social Democrata | 234   | 41,20 / 100,00  | 26,17 | 3 / 7    | 2       |
|                         | CDS – Partido Popular    | 38    | 6,69 / 100,00   | 16,28 | 0 / 7    | 2       |
| Votos Inválidos         | Votos Inválidos          | 26    | 4,58 / 100,00   | 2,33  |          |         |
| Total                   | Total                    | 568   | 100,00 / 100,00 |       | 7 / 7    |         |
| Eleitorado/Participação | Eleitorado/Participação  | 838   | 67,78 / 100,00  | 5,99  |          |         |

#### Salgueiro do Campo
| Partido                 | Partido                        | Votos | %               | +/-  | Mandatos | +/-     |
| ----------------------- | ------------------------------ | ----- | --------------- | ---- | -------- | ------- |
|                         | Partido Socialista             | 289   | 56,67 / 100,00  | 8,23 | 4 / 7    | Estável |
|                         | Partido Social Democrata       | 192   | 37,65 / 100,00  | 5,93 | 3 / 7    | Estável |
|                         | Coligação Democrática Unitária | 11    | 2,16 / 100,00   | 0,97 | 0 / 7    | Estável |
| Votos Inválidos         | Votos Inválidos                | 18    | 3,53 / 100,00   | 1,33 |          |         |
| Total                   | Total                          | 510   | 100,00 / 100,00 |      | 7 / 7    |         |
| Eleitorado/Participação | Eleitorado/Participação        | 717   | 71,13 / 100,00  | 1,40 |          |         |

#### Santo André das Tojeiras
| Partido                 | Partido                  | Votos | %               | +/-   | Mandatos | +/- |
| ----------------------- | ------------------------ | ----- | --------------- | ----- | -------- | --- |
|                         | Partido Socialista       | 346   | 73,15 / 100,00  | 17,42 | 6 / 7    | 2   |
|                         | Partido Social Democrata | 105   | 22,20 / 100,00  | 17,13 | 1 / 7    | 2   |
| Votos Inválidos         | Votos Inválidos          | 22    | 4,66 / 100,00   | 0,28  |          |     |
| Total                   | Total                    | 473   | 100,00 / 100,00 |       | 7 / 7    |     |
| Eleitorado/Participação | Eleitorado/Participação  | 675   | 70,07 / 100,00  | 3,83  |          |     |

#### São Vicente da Beira
| Partido                 | Partido                  | Votos | %               | +/-  | Mandatos | +/-     |
| ----------------------- | ------------------------ | ----- | --------------- | ---- | -------- | ------- |
|                         | Partido Socialista       | 379   | 49,09 / 100,00  | 2,87 | 5 / 9    | Estável |
|                         | Partido Social Democrata | 366   | 47,41 / 100,00  | 4,99 | 4 / 9    | Estável |
| Votos Inválidos         | Votos Inválidos          | 27    | 3,49 / 100,00   | 2,14 |          |         |
| Total                   | Total                    | 772   | 100,00 / 100,00 |      | 9 / 9    |         |
| Eleitorado/Participação | Eleitorado/Participação  | 1 161 | 66,49 / 100,00  | 6,12 |          |         |

#### Sarzedas
| Partido                 | Partido                  | Votos | %               | +/-   | Mandatos | +/- |
| ----------------------- | ------------------------ | ----- | --------------- | ----- | -------- | --- |
|                         | Partido Socialista       | 632   | 79,10 / 100,00  | 17,23 | 8 / 9    | 2   |
|                         | Partido Social Democrata | 130   | 16,27 / 100,00  | 16,17 | 1 / 9    | 2   |
| Votos Inválidos         | Votos Inválidos          | 37    | 4,63 / 100,00   | 1,06  |          |     |
| Total                   | Total                    | 799   | 100,00 / 100,00 |       | 9 / 9    |     |
| Eleitorado/Participação | Eleitorado/Participação  | 1 175 | 68,00 / 100,00  | 5,27  |          |     |

#### Tinalhas
| Partido                 | Partido                 | Votos | %               | +/-   | Mandatos | +/-  |
| ----------------------- | ----------------------- | ----- | --------------- | ----- | -------- | ---- |
|                         | Tinalhas no Coração     | 268   | 69,07 / 100,00  | Novo  | 5 / 7    | Novo |
|                         | Partido Socialista      | 107   | 27,58 / 100,00  | 19,72 | 2 / 7    | 2    |
| Votos Inválidos         | Votos Inválidos         | 13    | 3,35 / 100,00   | 1,55  |          |      |
| Total                   | Total                   | 388   | 100,00 / 100,00 |       | 7 / 7    |      |
| Eleitorado/Participação | Eleitorado/Participação | 530   | 73,21 / 100,00  | 6,10  |          |      |

| Freguesia                        | 2013-2017 | 2013-2017                | 2013-2017      | 2017-2021 | 2017-2021          | 2017-2021      |
| -------------------------------- | --------- | ------------------------ | -------------- | --------- | ------------------ | -------------- |
| Alcains                          |           | Partido Socialista       | 61,22 / 100,00 |           | Partido Socialista | 43,87 / 100,00 |
| Almaceda                         |           | Partido Socialista       | 75,26 / 100,00 |           | Partido Socialista | 57,77 / 100,00 |
| Benquerenças                     |           | Partido Socialista       | 50,34 / 100,00 |           | Partido Socialista | 53,22 / 100,00 |
| Castelo Branco                   |           | Partido Socialista       | 54,09 / 100,00 |           | Partido Socialista | 50,56 / 100,00 |
| Cebolais de Cima e Retaxo        |           | Grupo de Cidadãos        | 44,14 / 100,00 |           | Partido Socialista | 70,78 / 100,00 |
| Escalos de Baixo e Mata          |           | Partido Socialista       | 76,86 / 100,00 |           | Partido Socialista | 85,55 / 100,00 |
| Escalos de Cima e Lousa          |           | Partido Socialista       | 41,63 / 100,00 |           | Grupo de Cidadãos  | 41,96 / 100,00 |
| Freixial e Juncal do Campo       |           | Partido Socialista       | 69,27 / 100,00 |           | Partido Socialista | 58,75 / 100,00 |
| Lardosa                          |           | Partido Socialista       | 60,04 / 100,00 |           | Partido Socialista | 46,69 / 100,00 |
| Louriçal do Campo                |           | Partido Socialista       | 51,97 / 100,00 |           | Partido Socialista | 74,86 / 100,00 |
| Malpica do Tejo                  |           | Partido Socialista       | 66,46 / 100,00 |           | Partido Socialista | 72,09 / 100,00 |
| Monforte da Beira                |           | Partido Socialista       | 74,12 / 100,00 |           | Partido Socialista | 81,68 / 100,00 |
| Ninho do Açor e Sobral do Campo  |           | Partido Socialista       | 76,47 / 100,00 |           | Partido Socialista | 86,27 / 100,00 |
| Póvoa de Rio de Moinhos e Cafede |           | Partido Socialista       | 55,09 / 100,00 |           | Partido Socialista | 47,54 / 100,00 |
| Salgueiro do Campo               |           | Partido Socialista       | 48,44 / 100,00 |           | Partido Socialista | 56,67 / 100,00 |
| Santo André das Tojeiras         |           | Partido Socialista       | 55,73 / 100,00 |           | Partido Socialista | 73,15 / 100,00 |
| São Vicente da Beira             |           | Partido Socialista       | 51,96 / 100,00 |           | Partido Socialista | 49,09 / 100,00 |
| Sarzedas                         |           | Partido Socialista       | 61,87 / 100,00 |           | Partido Socialista | 79,10 / 100,00 |
| Tinalhas                         |           | Partido Social Democrata | 47,79 / 100,00 |           | Grupo de Cidadãos  | 69,07 / 100,00 |